# Hilfe zur Selbsthilfe
Als Hilfe zur Selbsthilfe bezeichnet man das Prinzip, das Maßnahmen zu Grunde legt, die den Menschen dazu befähigen, sich selbst zu helfen bzw. sich selbst Hilfe zu organisieren. Bei dem Menschen kann es sich um einen Not leidenden Menschen (z. B. den Mittellosen, den Patienten) handeln oder um einen aus anderem Grunde auf Veränderung ausgerichteten Menschen (z. B. den Lernwilligen, den Schüler).

## Hilfe zur Selbsthilfe in der Entwicklungszusammenarbeit
Anders als noch vor einigen Jahrzehnten sollen Spendengelder heutzutage dazu verwendet werden, um in Entwicklungsländern Arbeitsplätze zu schaffen, Wüstengebiete nutzbar zu machen, die Infrastruktur zu verbessern und einheimische Industrien zu fördern. Dadurch sollen die Menschen in die Lage versetzt werden, sich selbst ein qualitativ besseres Leben aufzubauen.
Eine besondere Form der Hilfe zur Selbsthilfe sind Darlehen (Mikrokredite) an Familien, die mit dem Geld ein Stück Land pachten und bearbeiten oder selbst einen Handwerksbetrieb aufbauen. Wenn sie genug erwirtschaftet haben, zahlen sie das Geld (in Raten) zurück. Kleinkredite werden von nichtstaatlichen Organisationen oft auch in Form von Naturalien vergeben, z. B. von Saatgut, Hühnern oder Ziegen, deren Produkte und Nachwuchs sowohl zur Versorgung als zur Rückzahlung des Kredites dienen. Die besten Erfahrungen wurden dabei mit der Vergabe an Gruppen von Frauen gemacht, die sich in Sorge um ihre Familien verlässlicher erwiesen als Männer. Naturalien umgehen auch das große Problem der in vielen afrikanischen Staaten völlig unzureichenden Infrastruktur, die die Vermarktungschancen der Kleinbauern minimiert. Manche Entwicklungs-Organisationen geben die Kredite an Entwicklungskomitees von jeweils fünf bis zehn Dörfern, die selbst entscheiden, wie die Hilfe eingesetzt werden soll. Solche selbstverwalteten Projekte betreffen die Hygiene, Latrinenbau, Brunnenbau, Sorge für Waisenkinder, Aufklärung über HIV/Aids, Schulbesuch der Kinder, Aufforstungen etc. Sie sind ein Mittel sinnvoller und nachhaltiger Hilfe zur Selbsthilfe. Entwicklungszusammenarbeit besteht dabei auf direkter personeller Ebene zwischen europäischen Entwicklungshelfern und Dorfbewohnern in den Entwicklungsländern. Dass Projekte vermehrt von den Betroffenen selbst und von einheimischen Projektleitern geleitet werden, ist Ausdruck der Tendenz zur Hilfe zur Selbsthilfe in der Entwicklungshilfe/Entwicklungspolitik.

## Hilfe zur Selbsthilfe in der Medizin
Hier kann Hilfe zur Selbsthilfe bedeuten, dass der behandelnde Arzt dem Patienten Tipps zur Prophylaxe oder zur Weiterbehandlung gibt. Darüber hinaus kann sich der Patient aus Broschüren, Medizinbüchern und Selbsthilfegruppen Informationen über seine Krankheit beschaffen. Das ist jedoch nur möglich, wenn er eine Einsicht in seinen Krankheitszustand hat. Eine Sonderstellung nimmt hier das Buch Where There Is No Doctor ein, das in Entwicklungsländern – wo auf 10000 Einwohner oftmals nur ein, zwei oder drei Ärzte kommen – den Laien zur kompetenten medizinischen Hilfe befähigen soll.

## Hilfe zur Selbsthilfe in der Pädagogik
Schon bei Johann Heinrich Pestalozzi findet sich das Grundanliegen einer Pädagogik, das den Menschen befähigt, sich selbst zu helfen. Bei der Vermittlung von Wissen und Fähigkeiten strebt Pestalozzi an, mit "Kopf, Herz und Hand" Kräfte zu entfalten, die bei den Schülern bereits natürlich angelegt sind. Anfang des 20. Jahrhunderts ist dies auch das Motto der Reformpädagogin Maria Montessori: "Hilf mir, es selbst zu tun. Zeig mir, wie es geht. Tu es nicht für mich. Ich kann und will es allein tun. Hab Geduld, meine Wege zu begreifen. Sie sind vielleicht länger. Vielleicht brauche ich mehr Zeit, weil ich mehrere Versuche machen will. Mute mir auch Fehler zu, denn aus ihnen kann ich lernen."

## Hilfe zur Selbsthilfe in der Psychologie
Auch ein Psychologe oder Facharzt für Psychiatrie kann dem Patienten helfen, sich selbst zu helfen, indem er ihm Ratschläge gibt, Broschüren aushändigt oder ihn zu Entspannungsverfahren anleitet.

## Hilfe zur Selbsthilfe in der Sozialen Arbeit
Hilfe zur Selbsthilfe ist eine wichtige Leitidee in vielen Ansätzen Sozialer Arbeit. Der zu helfenden Person soll demnach so geholfen werden, dass sie die Probleme in ihrem Leben wieder selbst bewältigen kann („sich wieder selbst helfen kann“). Unter anderem baut das Konzept der Familienklassen darauf auf. Diese Vorstellung findet sich z. B. bereits bei Alice Salomon, heutzutage z. B. auch in systemischen und in lebensweltlichen Ansätzen. Hilfe zur Selbsthilfe wurde aber in der Sozialen Arbeit auch kritisiert, z. B. aus gouvernementalitäts- und systemtheoretischer Perspektive als paradoxe (und neoliberalistische) Anrufung bzw. Erwartung beschrieben worden.

## Selbsthilfegruppen
Für viele Krankheiten und Störungen gibt es heutzutage Selbsthilfegruppen, z. B. für Übergewichtige, Bulimiker, Menschen mit Sprachstörungen und unterschiedlichen Behinderungen. Auch für Angehörige gibt es Selbsthilfegruppen.

## Empowerment
Ein weitergehender Ansatz sind Empowerment-Strategien (Selbstbefähigung) und Psychoedukation.

## Hilfe zur Selbsthilfe im Sozialgesetzbuch
Die Aufgaben werden in § 1 Abs. 1 Erstes Buch Sozialgesetzbuch so beschrieben:
„Das Recht des Sozialgesetzbuchs soll zur Verwirklichung sozialer Gerechtigkeit und sozialer Sicherheit Sozialleistungen einschließlich sozialer und erzieherischer Hilfen gestalten. Es soll dazu beitragen, ein menschenwürdiges Dasein zu sichern, gleiche Voraussetzungen für die freie Entfaltung der Persönlichkeit, insbesondere auch für junge Menschen, zu schaffen, die Familie zu schützen und zu fördern, den Erwerb des Lebensunterhalts durch eine frei gewählte Tätigkeit zu ermöglichen und besondere Belastungen des Lebens, auch durch Hilfe zur Selbsthilfe, abzuwenden oder auszugleichen.“ 
Wobei das Subsidiaritätsprinzip zu beachten ist: Die Sozialhilfe ist subsidiär, das heißt, dass alle anderen Sozialleistungen ihr vorgehen und die Sozialhilfe nur als „Notbehelf“ eintritt (ultima ratio, letztes Mittel).